# Wasyl Wolan
Wasyl Wolan (ur. w 1827 w Przemyślu - zm. 2 listopada 1899) – ukraiński działacz społeczny na Bukowinie, lekarz, poseł do Sejmu Krajowego Bukowiny oraz Rady Państwa VIII i IX kadencji.
Ukończył gimnazjum w Przemyślu, następnie wydział medyczny Uniwersytetu Wiedeńskiego. Od 1866 został lekarzem na Bukowinie. Ożeniony z ciotką Mykoły Wasylka.
Początkowo narodowiec, następnie moskalofil. Swój majątek w testamencie przeznaczył na rzecz stowarzyszenia ukraińskich rzemieślników w Czerniowcach.
W 1898 otrzymał tytuł barona.